# Impuesto ad valorem

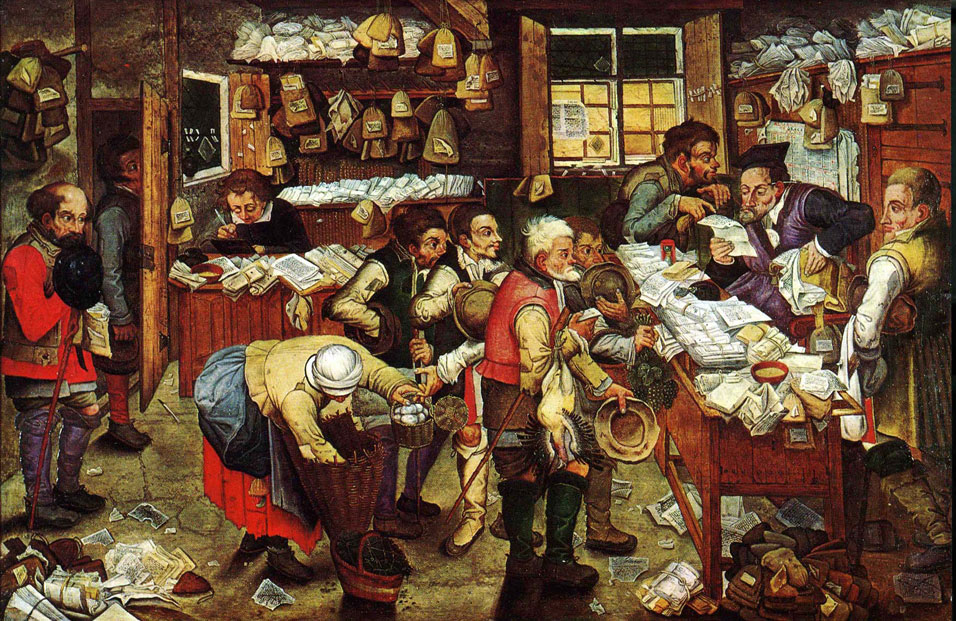
Pieter Brueghel el Joven, 'Pagar el impuesto (El recaudador de impuestos)' óleo sobre tabla, 1620-1640.

Un impuesto ad valorem (en latín, "según el valor") es un impuesto basado en el valor de un bien inmueble o mueble. Es más común que un impuesto específico, tasa que se impone sobre la cantidad de un bien, como céntimos por kilogramo, sin consideración del precio.[cita requerida]
Un impuesto ad valorem suele generarse en el momento de la transacción o transacciones (un impuesto sobre ventas o impuesto al valor agregado (IVA)), pero puede aplicarse en una base anual (un impuesto a la propiedad inmobiliaria o personal) o en conexión con un evento significativo (un impuesto de sucesiones o un arancel). En algunos países, los impuestos de sello se generan como una tasa ad valorem.[cita requerida]